# Zille und ick
Zille und ick ist ein deutsches Filmmusical der DEFA von Werner W. Wallroth aus dem Jahr 1983 mit Kurt Nolze und Daniela Hoffmann in den Hauptrollen.

## Handlung
Heinrich Zille, etwas über 40 Jahre alt, wird im Berlin um die Jahrhundertwende nach 30 Jahren von seinem Arbeitgeber entlassen. Obwohl er nun mittellos ist, kann er sich auch endlich seiner Leidenschaft, dem Malen widmen. Er möchte mit seiner Kunst das Leben der einfachen Leute dokumentieren. Doch die mögen den immer zeichnenden, komischen Kauz nicht. Er braucht lange, bis er ihnen zeigen kann, dass er es ehrlich mit ihnen meint. Mit der Hinterhofsängerin Jette entsteht eine besondere Beziehung. Sie will raus aus dem Milieu. Sie bekommt eine Stelle beim „Tingeltangel“. Dort landet sie in den Armen eines Fabrikantensohnes, der sie verführt und dann sitzen lässt. Doch sie hat noch Ede, der Schlafbursche bei ihrer Mutter ist und sie schon lange liebt – sie erkennt, dass er der Richtige ist.

## Zum Film
Dieser Film ist einer der seltenen Versuche der DEFA einen Film im Musicalbereich zu drehen. Ursprünglich sollte Horst Bonnet die Regie führen. Werner W. Wallroth schuf, nachdem er die Regie übernahm eine gelungene Mischung aus Sozialdrama und Berliner Volksstück.
Hauptdarsteller Kurt Nolze war ein ernsthafter Chansonnier, der hier die größte seiner wenigen Filmrollen spielte. Werner Lierck – einer der beliebtesten Komiker seit den 1950er Jahren – tritt in diesem Film gleich in mehreren Rollen auf. Es waren auch seine letzten Auftritte vor seinem Tod 1985.
Das Musical benutzt zwar den Namen und die Figur Zilles, ist jedoch keine echte biografische Arbeit. Dafür gingen die Autoren zu frei mit Zilles Leben um und haben viele Facetten gar nicht berücksichtigt. Vorlage ist das nie aufgeführte Musical Der Maler von Berlin von Dieter Wardetzky und Peter Rabenalt.